# Episodi di Cinque in famiglia (quinta stagione)
La quinta stagione della serie televisiva Cinque in famiglia, composta da 25 episodi, è stata trasmessa per la prima volta negli Stati Uniti dal 16 settembre 1998 al 19 maggio 1999 su Fox. 
In Italia la stagione è stata trasmessa in prima visione dal 3 maggio al 26 luglio 2003 su Canale 5. In questa stagione, Paula Devicq (interprete di Kirsten Bennett) ritorna nel cast principale dopo essere stata nel cast ricorrente nelle ultime due stagioni e mezzo.
| nº | Titolo originale             | Titolo italiano           | Prima TV USA      | Prima TV Italia |
| -- | ---------------------------- | ------------------------- | ----------------- | --------------- |
| 1  | Moving On                    | Paura di invecchiare      | 16 settembre 1998 | 3 maggio 2003   |
| 2  | Separation Anxiety           | Bugie e ansie             | 23 settembre 1998 | 4 maggio 2003   |
| 3  | Naming Names                 | Maschio o femmina?        | 30 settembre 1998 | 10 maggio 2003  |
| 4  | A Mid-Semester Night's Dream | Un bacio speciale         | 28 ottobre 1998   | 11 maggio 2003  |
| 5  | The Baby                     | Benvenuta Diana!          | 4 novembre 1998   | 17 maggio 2003  |
| 6  | Forgive and/or Forget        | Di nuovo a casa           | 11 novembre 1998  | 18 maggio 2003  |
| 7  | Tender Age                   | Alla ricerca di Owen      | 18 novembre 1998  | 24 maggio 2003  |
| 8  | Love and War                 | Guerra ad armi pari       | 2 dicembre 1998   | 25 maggio 2003  |
| 9  | Gifts                        | Cercasi baby sitter       | 9 dicembre 1998   | 31 maggio 2003  |
| 10 | One Christmas, to Go         | La madre di Daphne        | 16 dicembre 1998  | 1º giugno 2003  |
| 11 | Rings of Saturn              | Abbandonare una figlia    | 13 gennaio 1999   | 7 giugno 2003   |
| 12 | Witness for the Persecution  | La rapina                 | 20 gennaio 1999   | 8 giugno 2003   |
| 13 | Fillmore Street              | Mamma per un giorno       | 27 gennaio 1999   | 14 giugno 2003  |
| 14 | Stand by Me                  | Gelosie                   | 3 febbraio 1999   | 15 giugno 2003  |
| 15 | Whatever Works               | Guai per Griffin          | 10 febbraio 1999  | 21 giugno 2003  |
| 16 | Party of Freud               | Un'infanzia violenta      | 17 febbraio 1999  | 22 giugno 2003  |
| 17 | Fam-i-ly                     | Crisi familiare           | 3 marzo 1999      | 28 giugno 2003  |
| 18 | Driven to Extremes           | La decisione di Julia     | 10 marzo 1999     | 29 giugno 2003  |
| 19 | Judgment Day                 | L'affidamento             | 17 marzo 1999     | 5 luglio 2003   |
| 20 | The Wish                     | Black out a San Francisco | 14 aprile 1999    | 6 luglio 2003   |
| 21 | Get Back                     | Colpi di scena!           | 21 aprile 1999    | 12 luglio 2003  |
| 22 | Fragile                      | Voglia di crescere        | 28 aprile 1999    | 13 luglio 2003  |
| 23 | I'll Show You Mine           | Baci diversi              | 5 maggio 1999     | 19 luglio 2003  |
| 24 | Haunted                      | Sguardi al futuro         | 12 maggio 1999    | 20 luglio 2003  |
| 25 | Otherwise Engaged            | Proposte di matrimonio    | 19 maggio 1999    | 26 luglio 2003  |

## Paura di invecchiare
- Titolo originale: Moving On
- Diretto da: Ken Topolsky
- Scritto da: P.K. Simonds

### Trama
Julia fa le valigie e lascia Griffin per andare a Stanford, mentre Bailey deve partire per aiutare Claudia a trasferirsi in Massachusetts per il college. Nel frattempo, Charlie fa impazzire Daphne con la sua iperprotettività. Dopo essere tornati insieme, Sarah e Bailey si trasferiscono in un nuovo loft. Dopo molte discussioni, Daphne decide di uscire di casa e lasciare Charlie.

## Bugie e ansie
- Titolo originale: Separation Anxiety
- Diretto da: Daniel Attias
- Scritto da: Tammy Ader

### Trama
Sarah scopre che i suoi genitori si sono separati. Nel frattempo, Claudia si sente una nerd nella sua nuova scuola, ma col passare del tempo si rende conto che, dopotutto, essere intelligente non è una brutta cosa. Charlie va da un avvocato per chiedere informazioni sui diritti dei genitori e Daphne torna a casa Salinger quando la sua nuova situazione di vita diventa insopportabile. Dopo che gli è stato detto che ha poche possibilità di ottenere l'affidamento del nascituro se resta disoccupato, Charlie accetta un nuovo lavoro come insegnante di educazione tecnica in una scuola superiore. Durante la sua prima settimana a Stanford, Julia si rende conto di provare dei sentimenti per Josh, la sua nuova compagna di stanza, il che rende geloso il fidanzato di Josh, Ned.

## Maschio o femmina?
- Titolo originale: Naming Names
- Diretto da: Steven Robman
- Scritto da: Amy Lippman e Christopher Keyser

### Trama
Julia e Griffin mentono l'uno all'altro sulla loro attuale situazione sentimentale. Julia cerca di interagire con Josh, mentre Griffin torna nel capannone dei Salinger mentre cerca un nuovo posto in cui vivere. Nel frattempo, Charlie è molto felice di scoprire che sta per avere una bambina, ma Daphne non vuole sapere il sesso e si arrabbia quando questo le viene spifferato davanti. Sarah è scioccata nello scoprire che sua madre biologica è morta in un incidente aereo. Altrove, Claudia cerca di condurre una vita normale e perfetta nella sua nuova scuola e ha poco interesse a ribellarsi ai suoi nuovi amici.

## Un bacio speciale
- Titolo originale: A Mid-Semester Night's Dream
- Diretto da: Adam Nimoy
- Scritto da: Julie Margaret Hogben

### Trama
Charlie e Daphne fanno pace tra loro e Daphne gli ammette che ha paura di avere un bambino. Nel frattempo, Julia cerca di stare lontana da Ned dopo il loro recente bacio, ma finisce tra le sue braccia dopo una festa di Halloween nel dormitorio. Sarah sospetta che sia successo qualcosa a Will quando inizia a comportarsi in modo strano. Lei e Bailey scoprono poi che Will sta scappando dal college dopo aver messo incinta la sua compagna di classe Hannah. In Massachusetts, l'ex fidanzato di Claudia, Jamie Burke, arriva a scuola per una visita, ma lei vuole lasciarlo nel passato per adattarsi meglio ai suoi nuovi amici.

## Benvenuta Diana!
- Titolo originale: The Baby
- Diretto da: Daniel Attias
- Scritto da: Christopher Keyser e Amy Lippman

### Trama
Daphne collassa e viene portata in ospedale. Lei e Charlie sono costretti a decidere tra un parto prematuro o la morte di Daphne per insufficienza epatica. Maggie sorprende Ned e Julia insieme. Griffin incontra Ned all'ospedale. Nel frattempo, Sarah e Bailey cacciano via Will e lasciano invece che Hannah resti con loro. Sarah è scioccata quando Bailey dà ad Hannah i soldi per un aborto.

## Di nuovo a casa
- Titolo originale: Forgive and/or Forget
- Diretto da: Steven Robman
- Scritto da: P.K. Simonds

### Trama
Owen è insoddisfatto quando tutta l'attenzione va su Daphne e sulla nuova bambina di Charlie, Diana. Daphne è preoccupata per come si comporterà con il bambino e sospetta che tutto andrà storto. Claudia conforta Owen. Bailey lascia l'appartamento di Sarah quando sente che la forte linea d'amore tra loro si è spezzata. Julia è preoccupata per le conseguenze della sua relazione con Ned, ma fanno l'amore.

## Alla ricerca di Owen
- Titolo originale: Tender Age
- Diretto da: Ken Topolsky
- Scritto da: John Romano

### Trama
Il Giorno del Ringraziamento dai Salinger è tutt'altro che pacifico. Owen scappa da Charlie nel centro commerciale e la famiglia deve cercarlo. Julia invita Ned a casa per il Giorno del Ringraziamento. In Massachusetts, Claudia cerca di contattare la sua famiglia, ma Daphne continua a schivare le sue telefonate finché Claudia non inizia a preoccuparsi. Bailey e Sarah parlano della loro relazione.

## Guerra ad armi pari
- Titolo originale: Love and War
- Diretto da: Vicky Jackson LeMay
- Scritto da: Allan Heinberg

### Trama
Charlie ha difficoltà a cercare di essere presente sia per Owen che per Diana e dorme poco. Bailey è in difficoltà per l'apertura di un nuovo ristorante che inizia a sottrarre clientela al Salinger. Julia scopre quanto sia pessimo il rapporto di Ned con i suoi genitori e che ha un fratello autistico di nome Richie. Nel frattempo, Claudia vuole tornare subito a casa abbandonando così la scuola, ma non c'è nessuno che la aiuti.

## Cercasi baby sitter
- Titolo originale: Gifts
- Diretto da: Joe Ann Fogle
- Scritto da: Julia Dahl e Tammy Ader

### Trama
Dopo aver scoperto di più sulla relazione di Ned con i suoi genitori violenti e con il fratello autistico Richie, Julia vuole avvicinarsi a Richie. Nel frattempo, Griffin va a Boston per un lavoro e trova lì Claudia, che gli chiede di riportarla in California. Charlie si rende conto che Daphne non ha davvero un legame con la loro figlia.

## La madre di Daphne
- Titolo originale: One Christmas, to Go
- Diretto da: Ken Topolsky
- Scritto da: P.K. Simonds

### Trama
Nel periodo natalizio, Ned fa del suo meglio per tenere Julia con sé durante le vacanze. Nel frattempo, l'irresponsabile madre di Daphne fa visita e Daphne inizia a realizzare quanto sia simile a sua madre, ed è per questo che ha difficoltà a prendersi cura del suo bambino. Anche Owen si diverte un po', rubando, e Bailey è lì per insegnargli a non farlo. Claudia vuole semplicemente trascorrere un Natale normale con la sua famiglia.
- Guest star: Karen Black (Doreen Jablonsky).

## Abbandonare una figlia
- Titolo originale: Rings of Saturn
- Diretto da: Lou Antonio
- Scritto da: Mark Richard

### Trama
Quando Charlie non può prendersi cura di Owen, Bailey lo porta in campeggio e si rivela un disastro totale. Nel frattempo, Kirsten e Paul parlano dell'adozione di un bambino, dopo che Kirsten ha accettato un posto di volontariato in un ospedale. Daphne ha ancora difficoltà a prendersi cura della piccola Diana. Va in chiesa dopo 15 anni di assenza e questo la fa riflettere sulla sua vita. Ned scopre che Maggie ha un nuovo fidanzato. Convince Julia a trasferirsi nella sua stanza, ma Maggie cambia idea. Quando Ned se ne rende conto, colpisce Julia.

## La rapina
- Titolo originale: Witness for the Persecution
- Diretto da: Ellen S. Pressman
- Scritto da: John Romano e Allan Heinberg

### Trama
Julia è ancora scioccata dal comportamento violento di Ned e non ne parla con nessuno. Nel frattempo, Griffin cerca di convincere Claudia a unirsi alla sua band e a suonare il violino, ma si dimentica di ottenere l'approvazione degli altri membri della band. Charlie ha difficoltà a sopportare il fatto che Daphne se n'è andata. Bailey e Sarah vanno in un ristorante, dove un ladro li attacca e li deruba, prendendosi anche la collana di Sarah. Sarah ha paura che il ladro ritorni, iniziando a vivere costantemente nel terrore. Julia decide di parlare con Ned, ma scopre quanto sia davvero possessivo.

## Mamma per un giorno
- Titolo originale: Fillmore Street
- Diretto da: Eric Jewett
- Scritto da: Julie Margaret Hogben (accreditata come Julia Dahl)

### Trama
Griffin si rende conto che è successo qualcosa di brutto tra Julia e Ned. Lui cerca di aiutarla, ma non porta da nessuna parte poiché lei non gli parlerà di quello che sta succedendo. Nel frattempo, Charlie diventa una calamita per le ragazze ora che è un padre single, ma non se ne rende conto. Claudia cerca di rimettere insieme i membri della band, quindi cerca di diventare amica di Cody, il chitarrista. Kirsten sente di essere pronta ad adottare un bambino, ma Paul è avventato. Sarah cerca di diventare amica di Albert, il ragazzo che l'ha aggredita.

## Gelosie
- Titolo originale: Stand by Me
- Diretto da: Jonathan Prince
- Scritto da: Tammy Ader

### Trama
Griffin sente ancora che qualcosa non va nella relazione tra Julia e Ned, quindi contatta Justin per aiutare Julia prima che sia troppo tardi. Nel frattempo, Charlie decide di trovare Daphne dopo aver letto il suo fascicolo. Kirsten e Paul decidono di separarsi. Ned convince Justin che non c'è niente di sbagliato nella relazione tra lui e Julia. Sarah si fida di Albert e lo porta nel suo appartamento. Quando lei è assente, Albert prevedibilmente tradisce la fiducia di Sarah rubando le chiavi di Sarah e la pistola di Bailey, il che porta a un disastro totale nell'edificio quando Albert deruba un inquilino. Cody e Claudia si avvicinano.

## Guai per Griffin
- Titolo originale: Whatever Works
- Diretto da: Daniel Attias
- Scritto da: P.K. Simonds

### Trama
Ora ancora più determinato a trovare Daphne, Charlie parte per Los Angeles. Nel frattempo, una Julia tormentata convince tutti che va tutto bene nella sua relazione con il violento Ned, e questo porta Griffin alla follia. Si rifiuta di firmare i documenti del divorzio e finisce per picchiare Ned. Ned viene portato d'urgenza in ospedale, mentre Griffin viene arrestato. Bailey deve scegliere tra la sua vita familiare con Owen e una nuova straordinaria offerta d'affari. Cody ruba un regalo per San Valentino e lo dà a Claudia, che si accorge che il regalo è stato rubato.

## Un'infanzia violenta
- Titolo originale: Party of Freud
- Diretto da: Steven Robman
- Scritto da: Christopher Keyser e John Romano

### Trama
Ora che ha rifiutato l'offerta d'affari, Bailey si avvicina a Owen ed è sorpreso di scoprire che potrebbe avere un disturbo dell'apprendimento. A Los Angeles, Charlie convince Daphne a tornare a San Francisco, ma lei si tira indietro all'ultimo momento, pensando di non essere pronta. Charlie caccia Griffin dal capannone per aver picchiato Ned e si rifiuta di credere alle affermazioni di Griffin secondo le quali Ned sta abusando di Julia. Allo stesso tempo, Julia cerca di convincere Ned a ricevere aiuto, ma la cosa si ritorce pesantemente contro di lei. Dopo aver lasciato Paul, Kirsten torna a Chicago per far visita ai suoi genitori.

## Crisi familiare
- Titolo originale: Fam-i-ly
- Diretto da: Lou Antonio
- Scritto da: Julie Margaret Hogben (accreditata come Julia Dahl)

### Trama
Maggie rivela ai Salinger che Ned picchia sicuramente Julia, perché lui ha picchiato anche lei quando stavano insieme. Di conseguenza tutti cercano di convincere Julia a rompere con Ned, ma lei si rifiuta. Charlie e Bailey litigano per la custodia di Owen. Nel frattempo Sarah scopre che sua madre si sta per risposare. Claudia annuncia che andrà a Stanford per affrontare Julia sulla sua relazione con Ned.

## La decisione di Julia
- Titolo originale: Driven to Extremes
- Diretto da: Joe Pennella
- Scritto da: Allan Heinberg e Mark Richard

### Trama
La battaglia tra Charlie e Bailey per la custodia di Owen continua, e fa impazzire tutti gli altri. Nel frattempo, la difficoltà di apprendimento di Owen cresce. Maggie e Julia lasciano la lezione per andare al museo. Griffin rapisce Julia per convincerla che Ned è pericoloso mentre Ned la cerca. Maggie gli rivela che Julia non è con lei. Julia finalmente lascia Ned.

## L'affidamento
- Titolo originale: Judgment Day
- Diretto da: Ellen S. Pressman
- Scritto da: John Romano e P.K. Simonds

### Trama
La lotta tra Charlie e Bailey per la custodia di Owen continua. Vanno da un giudice. Dopo che Julia ha lasciato Ned, lui inizia a perseguitarla seguendola ovunque. L'intera famiglia va in tribunale e a Charlie viene assegnata la custodia esclusiva di Owen. Charlie cambia idea e lascia che Owen viva con Bailey.

## Black out a San Francisco
- Titolo originale: The Wish
- Diretto da: Adam Nimoy
- Scritto da: Daniel Peterson

### Trama
Claudia si prepara a festeggiare il suo sedicesimo compleanno e il suo unico desiderio è che tutta la famiglia torni insieme. Nel frattempo, Julia e Griffin sono intrappolati in un ascensore durante un blackout. Si riuniscono. Paul parla con Charlie di Kirsten e gli dice che gli appartiene. Sarah parla con Claudia degli uomini. Alla fine, il desiderio di compleanno di Claudia diventa realtà.

## Colpi di scena!
- Titolo originale: Get Back
- Diretto da: Steven Robman
- Scritto da: Tammy Ader

### Trama
Julia e Griffin sono finalmente tornati insieme. Julia incontra Claudia a scuola e le racconta la felice notizia. Nel frattempo, Bailey si rende conto che Owen sta perdendo la sua eredità vivendo lontano dalla casa dei Salinger. Claudia si rende conto di avere una cotta per Griffin. Claudia parla con Charlie di Kirsten e di lui che sono tornati insieme a lei. Charlie iscrive Kirsten a un programma all'estero, ma cambia idea quando scopre che lei se ne andrà per due anni. Griffin decide di non tornare insieme a Julia e alla fine decide di firmare i documenti per il divorzio.

## Voglia di crescere
- Titolo originale: Fragile
- Diretto da: Harry Winer
- Scritto da: Mimi Schmir

### Trama
La relazione tra Charlie e Kirsten cresce quando lui si trasferisce nel suo appartamento. Sarah e Bailey tornano a casa Salinger. Julia si avvicina a una professoressa di inglese in visita di nome Perry Marks. Bailey cerca di rimanere fedele a Sarah anche se è sempre con Lauren. Claudia e Cody vanno ad un concerto e scoprono di più l'uno dell'altro.
- Guest star: Olivia d'Abo (Perry Marks).

## Baci diversi
- Titolo originale: I'll Show You Mine
- Diretto da: Daniel Attias
- Scritto da: Julie Margaret Hogben (accreditata come Julia Dahl)

### Trama
Claudia cerca di rallentare la sua nuova relazione con Cody. Ha troppa paura di bruciare le tappe, perché pensa che ciò la porterebbe subito al sesso, per il quale sente di non essere ancora pronta. Nel frattempo Julia si avvicina al suo professore di scrittura, Perry, e lui finisce per baciarla, ma è lei quella che non vuole essere interpretata. Sarah e Bailey si allontanano ancora di più l'una dall'altra. Charlie cerca di parlare con Kirsten, ma scopre che la strada più semplice non è quella che deve seguire con Kirsten.

## Sguardi al futuro
- Titolo originale: Haunted
- Diretto da: Jan Eliasberg
- Scritto da: John Romano e Allan Heinberg

### Trama
Julia passa tutto il suo tempo ad uscire con Josh e dopo aver parlato con Perry, si rende conto che ha bisogno di stare un po' di tempo da sola. Nel frattempo, Daphne finalmente si presenta a San Francisco. Kirsten si sente minacciata da lei, mentre Charlie cerca di spiegare a Daphne che adesso sta con Kirsten. Sarah ha difficoltà a capire cosa vuole fare della sua vita. Daphne dice a Charlie che è tornata a San Francisco per riportare indietro Diana. Bailey decide di risolvere la situazione con Sarah acquistando un anello di fidanzamento.

## Proposte di matrimonio
- Titolo originale: Otherwise Engaged
- Diretto da: Daniel Attias
- Scritto da: P.K. Simonds e Mark Richard

### Trama
Bailey propone a Sarah di sposarlo e lei gli risponde "sì", ma poi la ragazza cambia idea, pensando di essere troppo giovane per addentrarsi in qualcosa di così profondo. Nel frattempo, Charlie propone a Kirsten di sposarlo e lei accetta. Daphne ha difficoltà ad adattarsi alla loro nuova situazione. Claudia cerca di avvicinarsi a Cody ed è pronta a bere con i suoi amici per avvicinarsi di più a lui. Justin vuole aiutare Julia con gli esami finali, ma sembra che se la cavi bene da sola.